# Вяница
Вяница — река в России, протекает по Волховскому району Ленинградской области. Правый приток реки Воронежка.

## География
Река начинается на западной окраине болота Соколий Мох. Течёт на северо-запад, справа принимает приток Речку. За впадением Речки Вяница поворачивает на запад, на правом берегу, находится деревня Шолтоло. За Шолтоло Вяница поворачивает на север и около железнодорожной платформы Сидорово принимает (в 4,7 км от устья) правый приток Салму. Затем пересекает железнодорожную линию Волховстрой — Мурманск, резко поворачивает на юго-запад и в деревне Потанино впадает в Воронежку, в 12 км от устья последней. Длина реки составляет 22 км, площадь водосборного бассейна — 128 км².

## Данные водного реестра
По данным государственного водного реестра России относится к Балтийскому бассейновому округу, водохозяйственный участок реки — Сясь, речной подбассейн реки — Нева и реки бассейна Ладожского озера (без подбассейна Свирь и Волхов, российская часть бассейнов). Относится к речному бассейну реки Нева (включая бассейны рек Онежского и Ладожского озера).
Код объекта в государственном водном реестре — 01040300112102000018013.